# 뮤 온라인
《뮤 온라인》은 웹젠에서 개발한 대한민국의 중세 판타지 MMORPG 게임이다.

## 게임플레이
MU 온라인은 2001년 12월 한국 기업 웹젠이 개발하였다. 대부분의 MMORPG처럼 플레이어는 캐릭터를 하나 만들고 그 캐릭터를 육성한다. 초기에 레벨 150에 도달하면 1차 전직을 할 수 있고 220레벨에 도달하면 2차전직을 할 수 있게 되어 1레벨업당 주어지는 스테이트가 1개 증가하여 6개가 된다. 3차 전직은 400레벨에 도달하면 하게 되는데 3차 전직이 끝나면 마스터 레벨로서 거듭나게 된다. 마스터 레벨 이후에는 능력상승의 스테이트가 아닌 특화스탯(체력자동회복, 마나자동회복, 경험치 증가, 대인공격력 상승 등)이 주어진다. 다만 마검사(흑기사+흑마법사)와 다크로드(군주)같이 특화클래스의 경우 전직은 3차 전직만 하며 최초부터 1레벨업당 주어지는 스탯은 7개이다.

## 클래스
뮤의 클래스로는 최초에 흑기사, 흑마법사, 요정의 3가지밖에 없었으나 뮤를 개발한 (주)웹젠에서 게이머들의 게임 활성화를 위해 흑기사와 흑마법사의 성능을 합친 마검사라는 클래스를 탄생시켰다. 마검사는 최초부터 선택이 가능한 클래스는 아니고 뮤 초기시절의 만렙에 해당되었던 레벨 220을 달성할 경우 새로 만들 수 있게 설정되었다. 즉 마검사를 만들기 위해서는 일반캐릭터를 레벨220까지 키워야 했다. 뮤를 하는 게임유저들은 요정에게서 치료 및 공격력, 방어력 상승마법이 있다는 것을 발견, 이 특징만 특성화시켜 힐러의 개념인 '에너지요정'을 만들었고 기사의 경우 힘만 특성화 시킨 '힘기사', 방어력만 특성화시킨 '민첩기사', 오직 체력으로만 승부하는 '피기사', 피케이를 하기 위해 스테이트를 이것저것 마구 찍은 '잡기사'로, 심지어는 '스웰라이프'(최대생명력을 증가시키는 스킬)스킬이 생기자마자 이것만 특화시킨 에너지기사까지 육성하여 캐릭터가 같은 클래스임에도 불구하고 그 특성이 천지차이로 달라졌다. 뮤를 즐기는 인구가 증가하게 되자 웹젠 측에서는 길드를 체계적으로 운영할 필요성을 느껴 '군주'에 해당되는 길드마스터 전용 클래스인 '다크로드'를 만들어낸다. 다크로드는 레벨 250까지 도달할 경우 만들 수 있다. 뮤저들은 이 마저도 여러 가지 클래스로 특화시키는데 오로지 전투만을 목적으로 하여 다크로드 고유의 스테이트인 '통솔'을 포기한 '전투다크로드'와 공성용 및 길드마스터용으로 특화시킨 '통솔+피다크로드'로 나뉘게 된다. 이 이후 웹젠에서는 좀 더 클래스를 다양하게 하기 위해 '소환술사'라는 캐릭터를 만든다.
차후 랜서와 파이터의 캐릭터가 더 추가되었다.
(2021년 기준 룬마법사, 슬레어어, 건크래셔 캐릭터 추가됨)

## 같이 보기
- 무 대륙